# Ectropis reversa
Ectropis reversa är en fjärilsart som beskrevs av Tutt 1905. Ectropis reversa ingår i släktet Ectropis och familjen mätare. Inga underarter finns listade i Catalogue of Life.